# 邵峥
邵峥（1967年—），男，中华人民共和国外交官，现任中华人民共和国驻也门大使馆临时代办。

## 生平
邵峥曾任驻美国大使馆参赞、外交部新闻司参赞、中国驻英国大使馆参赞和外交部国际司参赞。2022年9月，任驻也门大使馆临时代办。

## 家庭
已婚，有一子。